# Paranthura longitelson
Paranthura longitelson är en kräftdjursart som beskrevs av Johann-Wolfgang Wägele 1984. Paranthura longitelson ingår i släktet Paranthura och familjen Paranthuridae. Inga underarter finns listade i Catalogue of Life.